# Демски, Габор
Габор Демски (венг. Gábor Demszky; род. 4 августа 1952) — венгерский политический деятель либерального толка, юрист и социолог. С 31 октября 1990 года по 3 октября 2010 года являлся мэром Будапешта. До падения «Железного занавеса» Габор Демски был издателем «самиздата».

## Биография
Габор Демски состоит в партии «Альянс свободных демократов», с 2000 по 2001 год являлся её председателем. С 1970 по 1976 году обучался праву в Будапештском университете. В это время он входил в левую оппозиционную студенческую группу и был вынужден прервать учебу между 1972 и 1973 годами, а затем ему было отказано в работе адвокатом. До 1979 года являлся сотрудником газеты «Világosság» и изучал социологию. Из-за участия в оппозиционных проектах Габор Демски был уволен из «Világosság» и получил запрет на поездки за рубеж и публикации. В последующие годы работал на небольшие издательства. 
В 1981 году вместе с Ласло Райком, сыном бывшего министра иностранных дел, казнённого в 1949 году, он основал независимое издательство «AB», в котором публиковались в том числе статьи польской оппозиции. В 1983 году Габор Демски был приговорен к шести месяцам тюремного заключения за публикацию записей Солидарности и Дьёрдя Конрада. 13 ноября 1988 года стал одним из основателей «Альянса свободных демократов». В июне 2004 года Габор Демски был избран в Европейский парламент, но 29 октября 2004 года взял самоотвод так как не мог совмещать эту должность с должностью мэра. 8 апреля 2018 года, в день парламентских выборов в Венгрии, Габор Демски вызвал общественный резонанс, раздав брошюры в очереди перед избирательными участками и ввязавшись в потасовку с репортерами из телевидения.

## Награды
- Командор ордена Заслуг перед Республикой Польша (13 апреля 2008 года, Польша)[4].
- Почётный гражданин Будапешта (2020 год)[5].